# À travers Drenthe 2015
La 3e édition d'À travers Drenthe a eu lieu le 15 mars 2015. La course fait partie du calendrier UCI Europe Tour 2015 en catégorie 1.1.
Elle a été remportée lors d'un sprint massif par l'Italien Manuel Belletti (Southeast) respectivement devant le Néerlandais Barry Markus (Lotto NL-Jumbo) et le Danois Michael Carbel Svendgaard (Cult Energy).
Le Néerlandais Coen Vermeltfoort (Join-S-De Rijke) remporte le classement des sprints tandis que son compatriote Jasper Ockeloen (Parkhotel Valkenburg) gagne celui de la montagne.

## Présentation

### Équipes
Classé en catégorie 1.1 de l'UCI Europe Tour, À travers Drenthe est par conséquent ouvert aux WorldTeams dans la limite de 50 % des équipes participantes, aux équipes continentales professionnelles, aux équipes continentales et aux équipes nationales.
Vingt-trois équipes participent à cet À travers Drenthe - une WorldTeam, dix équipes continentales professionnelles et douze équipes continentales :
| UCI WorldTeam   | UCI WorldTeam | UCI WorldTeam |
| Nom de l'équipe | Pays          | Code          |
| --------------- | ------------- | ------------- |
| Lotto NL-Jumbo  | Pays-Bas      | TLJ           |

| Équipes continentales professionnelles | Équipes continentales professionnelles | Équipes continentales professionnelles |
| Nom de l'équipe                        | Pays                                   | Code                                   |
| -------------------------------------- | -------------------------------------- | -------------------------------------- |
| Bora-Argon 18                          | Allemagne                              | BOA                                    |
| Caja Rural-Seguros RGA                 | Espagne                                | CJR                                    |
| CCC Sprandi Polkowice                  | Pologne                                | CCC                                    |
| Cult Energy                            | Danemark                               | CLT                                    |
| Novo Nordisk                           | États-Unis                             | TNN                                    |
| Roompot Oranje Peloton                 | Pays-Bas                               | ROP                                    |
| Southeast                              | Italie                                 | STH                                    |
| Topsport Vlaanderen-Baloise            | Belgique                               | TSV                                    |
| UnitedHealthcare                       | États-Unis                             | UHC                                    |
| Wanty-Groupe Gobert                    | Belgique                               | WGG                                    |

| Équipes continentales | Équipes continentales | Équipes continentales |
| Nom de l'équipe       | Pays                  | Code                  |
| --------------------- | --------------------- | --------------------- |
| Baby-Dump             | Pays-Bas              | BBD                   |
| CCT-Champion System   | Nouvelle-Zélande      | CCT                   |
| ColoQuick             | Danemark              | TCQ                   |
| Coop-Øster Hus        | Norvège               | COH                   |
| Jo Piels              | Pays-Bas              | CJP                   |
| Join-S-De Rijke       | Pays-Bas              | RIJ                   |
| Leopard Development   | Luxembourg            | LDT                   |
| Metec-TKH-Mantel      | Pays-Bas              | MET                   |
| Parkhotel Valkenburg  | Pays-Bas              | PVC                   |
| Riwal Platform        | Danemark              | RIW                   |
| SEG Racing            | Pays-Bas              | SEG                   |
| Tre Berg-Bianchi      | Suède                 | TTB                   |

### Règlement de la course

#### Primes
Les vingt prix sont attribués suivant le barème de l'UCI,. Le total général des prix distribués est de 14 477 €.
| Position | 1er     | 2e      | 3e      | 4e    | 5e    | 6e    | 7e    | 8e    | 9e    | 10e à 20e |
| Prix     | 5 785 € | 2 895 € | 1 445 € | 715 € | 580 € | 433 € | 433 € | 287 € | 287 € | 147 €     |

## Classements

### Classement final
| Classement final | Classement final          | Classement final | Classement final            | Classement final   |
|                  | Coureur                   | Pays             | Équipe                      | Temps              |
| ---------------- | ------------------------- | ---------------- | --------------------------- | ------------------ |
| 1er              | Manuel Belletti           | Italie           | Southeast                   | en 4 h 32 min 46 s |
| 2e               | Barry Markus              | Pays-Bas         | Lotto NL-Jumbo              | m.t                |
| 3e               | Michael Carbel Svendgaard | Danemark         | Cult Energy                 | m.t                |
| 4e               | Edward Theuns             | Belgique         | Topsport Vlaanderen-Baloise | m.t                |
| 5e               | Scott Thwaites            | Royaume-Uni      | Bora-Argon 18               | m.t                |
| 6e               | Alexander Kamp            | Danemark         | ColoQuick                   | m.t                |
| 7e               | Nick van der Lijke        | Pays-Bas         | Lotto NL-Jumbo              | m.t                |
| 8e               | Jasper Bovenhuis          | Pays-Bas         | SEG Racing                  | m.t                |
| 9e               | Wesley Kreder             | Pays-Bas         | Roompot Oranje Peloton      | m.t                |
| 10e              | Johim Ariesen             | Pays-Bas         | Metec-TKH-Mantel            | m.t                |
| modifier         |                           |                  |                             |                    |

### Classements annexes
| Classement des sprints | Classement des sprints | Classement des sprints | Classement des sprints | Classement des sprints |
| ---------------------- | ---------------------- | ---------------------- | ---------------------- | ---------------------- |
|                        | Coureur                | Pays                   | Équipe                 | Point(s)               |
| 1er                    | Coen Vermeltfoort      | Pays-Bas               | Join-S-De Rijke        | 6 points               |
| 2e                     | Luuc Bugter            | Pays-Bas               | Baby-Dump              | 6 pts                  |
| 3e                     | Alexander Fåglum       | Suède                  | Tre Berg-Bianchi       | 4 pts                  |
| modifier               |                        |                        |                        |                        |

| Classement de la montagne | Classement de la montagne | Classement de la montagne | Classement de la montagne | Classement de la montagne |
| ------------------------- | ------------------------- | ------------------------- | ------------------------- | ------------------------- |
|                           | Coureur                   | Pays                      | Équipe                    | Point(s)                  |
| 1er                       | Jasper Ockeloen           | Pays-Bas                  | Parkhotel Valkenburg      | 18 points                 |
| 2e                        | Michael Reihs             | Danemark                  | Cult Energy               | 12 pts                    |
| 3e                        | Timo Roosen               | Pays-Bas                  | Lotto NL-Jumbo            | 4 pts                     |
| modifier                  |                           |                           |                           |                           |

### UCI Europe Tour
Cet À travers Drenthe attribue des points pour l'UCI Europe Tour 2015, par équipes seulement aux coureurs des équipes continentales professionnelles et continentales, individuellement à tous les coureurs sauf ceux faisant partie d'une équipe ayant un label WorldTeam.
| Position,          | 1er | 2e | 3e | 4e | 5e | 6e | 7e | 8e | 9e | 10e | 11e | 12e |
| Classement général | 80  | 56 | 32 | 24 | 20 | 16 | 12 | 8  | 7  | 6   | 5   | 3   |

## Liste des participants
- Liste de départ complète

| Légende | Légende                                                                    | Légende | Légende                                                    |
| ------- | -------------------------------------------------------------------------- | ------- | ---------------------------------------------------------- |
| Num     | Dossard de départ porté par le coureur sur cet À travers Drenthe           | Pos     | Position à l'arrivée de la course                          |
|         | Indique un maillot de champion national ou mondial, suivi de sa spécialité | NP      | Indique un coureur qui n'a pas pris le départ de la course |
| AB      | Indique un coureur qui n'a pas terminé la course                           | HD      | Indique un coureur qui a terminé la course hors des délais |

| Lotto NL-Jumbo TLJ    | Lotto NL-Jumbo TLJ       | Lotto NL-Jumbo TLJ |
| --------------------- | ------------------------ | ------------------ |
| Num                   | Coureur                  | Pos                |
| 1                     | Bert-Jan Lindeman (NED)  | 89e                |
| 2                     | Brian Bulgaç (NED)       | 91e                |
| 3                     | Barry Markus (NED)       | 2e                 |
| 4                     | Timo Roosen (NED)        | 44e                |
| 5                     | Mike Teunissen (NED)     | 58e                |
| 6                     | Nick van der Lijke (NED) | 7e                 |
| 7                     |                          |                    |
| 8                     |                          |                    |
| Directeur sportif : ? |                          |                    |

| Bora-Argon 18 BOA     | Bora-Argon 18 BOA         | Bora-Argon 18 BOA |
| --------------------- | ------------------------- | ----------------- |
| Num                   | Coureur                   | Pos               |
| 11                    | Shane Archbold (NZL)      | 33e               |
| 12                    | Jan Bárta (CZE)           | 52e               |
| 13                    | Cesare Benedetti (ITA)    | AB                |
| 14                    | Phil Bauhaus (GER)        | AB                |
| 15                    | Christoph Pfingsten (GER) | AB                |
| 16                    | Andreas Schillinger (GER) | 34e               |
| 17                    | Michael Schwarzmann (GER) | 28e               |
| 18                    | Scott Thwaites (GBR)      | 5e                |
| Directeur sportif : ? |                           |                   |

| Caja Rural-Seguros RGA CJR | Caja Rural-Seguros RGA CJR | Caja Rural-Seguros RGA CJR |
| -------------------------- | -------------------------- | -------------------------- |
| Num                        | Coureur                    | Pos                        |
| 21                         | Miguel Ángel Benito (ESP)  | 70e                        |
| 22                         | Hugh Carthy (GBR)          | AB                         |
| 23                         | Fabricio Ferrari (URU)     | 72e                        |
| 24                         | Omar Fraile (ESP)          | 66e                        |
| 25                         | Carlos Barbero (ESP)       | AB                         |
| 26                         | Fernando Grijalba (ESP)    | AB                         |
| 27                         | Ángel Madrazo (ESP)        | 100e                       |
| 28                         |                            |                            |
| Directeur sportif : ?      |                            |                            |

| CCC Sprandi Polkowice CCC | CCC Sprandi Polkowice CCC       | CCC Sprandi Polkowice CCC |
| ------------------------- | ------------------------------- | ------------------------- |
| Num                       | Coureur                         | Pos                       |
| 31                        | Grega Bole (SLO)                | AB                        |
| 32                        | Tomasz Kiendyś (POL)            | AB                        |
| 33                        | Adrian Kurek (POL)              | 99e                       |
| 34                        | Jarosław Marycz (POL)           | 76e                       |
| 35                        | Mateusz Taciak (POL)            | AB                        |
| 36                        | Nikolay Mihaylov (BUL) (Route)  | AB                        |
| 37                        | Christian Delle Stelle (Italie) | 46e                       |
| 38                        | Grzegorz Stępniak (POL)         | AB                        |
| Directeur sportif : ?     |                                 |                           |

| Cult Energy CLT       | Cult Energy CLT                 | Cult Energy CLT |
| --------------------- | ------------------------------- | --------------- |
| Num                   | Coureur                         | Pos             |
| 41                    | Russell Downing (GBR)           | 32e             |
| 42                    | Alex Kirsch (LUX)               | 104e            |
| 43                    | Martin Mortensen (DEN)          | AB              |
| 44                    | Mads Pedersen (DEN)             | 94e             |
| 45                    | Michael Reihs (DEN)             | AB              |
| 46                    | Michael Carbel Svendgaard (DEN) | 3e              |
| 47                    | Troels Vinther (DEN)            | AB              |
| 48                    | Joël Zangerlé (LUX)             | 98e             |
| Directeur sportif : ? |                                 |                 |

| Novo Nordisk TNN      | Novo Nordisk TNN           | Novo Nordisk TNN |
| --------------------- | -------------------------- | ---------------- |
| Num                   | Coureur                    | Pos              |
| 51                    | Gerd de Keijzer (NED)      | AB               |
| 52                    | Benjamin Dilley (USA)      | AB               |
| 53                    | James Glasspool (AUS)      | AB               |
| 54                    | Andrea Peron (ITA)         | AB               |
| 55                    | Thomas Raeymaekers (BEL)   | AB               |
| 56                    | Simon Strobel (GER)        | AB               |
| 57                    | Martijn Verschoor (NED)    | 30e              |
| 58                    | Christopher Williams (AUS) | AB               |
| Directeur sportif : ? |                            |                  |

| Roompot Oranje Peloton ROP | Roompot Oranje Peloton ROP | Roompot Oranje Peloton ROP |
| -------------------------- | -------------------------- | -------------------------- |
| Num                        | Coureur                    | Pos                        |
| 61                         | Reinier Honig (NED)        | AB                         |
| 62                         | Dylan Groenewegen (NED)    | 114e                       |
| 63                         | Berden de Vries (NED)      | 53e                        |
| 64                         | Wesley Kreder (NED)        | 9e                         |
| 65                         | Maurits Lammertink (NED)   | 49e                        |
| 66                         | André Looij (NED)          | 38e                        |
| 67                         | Ivar Slik (NED)            | 21e                        |
| 68                         | Etienne van Empel (NED)    | 71e                        |
| Directeur sportif : ?      |                            |                            |

| Topsport Vlaanderen-Baloise TSV | Topsport Vlaanderen-Baloise TSV | Topsport Vlaanderen-Baloise TSV |
| ------------------------------- | ------------------------------- | ------------------------------- |
| Num                             | Coureur                         | Pos                             |
| 71                              | Amaury Capiot (BEL)             | 54e                             |
| 72                              | Tim Declercq (BEL)              | AB                              |
| 73                              | Jef Van Meirhaeghe (BEL)        | 103e                            |
| 74                              | Pieter Jacobs (BEL)             | 93e                             |
| 75                              | Stijn Steels (BEL)              | 116e                            |
| 76                              | Edward Theuns (BEL)             | 4e                              |
| 77                              | Pieter Vanspeybrouck (BEL)      | AB                              |
| 78                              | Jelle Wallays (BEL)             | 105e                            |
| Directeur sportif : ?           |                                 |                                 |

| UnitedHealthcare UHC  | UnitedHealthcare UHC     | UnitedHealthcare UHC |
| --------------------- | ------------------------ | -------------------- |
| Num                   | Coureur                  | Pos                  |
| 81                    | Alessandro Bazzana (ITA) | 48e                  |
| 82                    | Davide Frattini (ITA)    | AB                   |
| 83                    |                          |                      |
| 84                    | Christopher Jones (USA)  | NP                   |
| 85                    | John Murphy (USA)        | AB                   |
| 86                    | Tanner Putt (USA)        | AB                   |
| 87                    | Daniel Summerhill (USA)  | AB                   |
| 88                    | Federico Zurlo (ITA)     | 35e                  |
| Directeur sportif : ? |                          |                      |

| Wanty-Groupe Gobert WGG | Wanty-Groupe Gobert WGG | Wanty-Groupe Gobert WGG |
| ----------------------- | ----------------------- | ----------------------- |
| Num                     | Coureur                 | Pos                     |
| 91                      | Simone Antonini (ITA)   | 47e                     |
| 92                      | Jérôme Baugnies (BEL)   | 85e                     |
| 93                      | Tim De Troyer (BEL)     | 110e                    |
| 94                      | Tom Devriendt (BEL)     | AB                      |
| 95                      | Jan Ghyselinck (BEL)    | AB                      |
| 96                      | Fréderique Robert (BEL) | 13e                     |
| 97                      | Lander Seynaeve (BEL)   | AB                      |
| 98                      | Kévin Van Melsen (BEL)  | 64e                     |
| Directeur sportif : ?   |                         |                         |

| Baby-Dump BBD         | Baby-Dump BBD           | Baby-Dump BBD |
| --------------------- | ----------------------- | ------------- |
| Num                   | Coureur                 | Pos           |
| 101                   | Luuc Bugter (NED)       | 11e           |
| 102                   | Twan Castelijns (NED)   | 17e           |
| 103                   | Bart Dielissen (NED)    | AB            |
| 104                   | René Hooghiemster (NED) | 96e           |
| 105                   | Koos Jeroen Kers (NED)  | 87e           |
| 106                   | Ian Richards (AUS)      | 107e          |
| 107                   | Harry Sweering (NED)    | 83e           |
| 108                   | Lars van de Vall (NED)  | 75e           |
| Directeur sportif : ? |                         |               |

| CCT-Champion System CCT | CCT-Champion System CCT | CCT-Champion System CCT |
| ----------------------- | ----------------------- | ----------------------- |
| Num                     | Coureur                 | Pos                     |
| 111                     | Darijus Džervus (LTU)   | AB                      |
| 112                     | Morten Gadgaard (DEN)   | AB                      |
| 113                     | Tom Goovaerts (BEL)     | 77e                     |
| 114                     |                         |                         |
| 115                     | Yūma Koishi (JPN)       | AB                      |
| 116                     | Suguru Tokuda (JPN)     | AB                      |
| 117                     | Tanzō Tokuda (JPN)      | AB                      |
| 118                     | Matthew Zenovich (NZL)  | AB                      |
| Directeur sportif : ?   |                         |                         |

| Jo Piels CJP          | Jo Piels CJP          | Jo Piels CJP |
| --------------------- | --------------------- | ------------ |
| Num                   | Coureur               | Pos          |
| 121                   | Tim Ariesen (NED)     | 14e          |
| 122                   | Twan Brusselman (NED) | 36e          |
| 123                   | Jochem Hoekstra (NED) | 86e          |
| 124                   | Stefan Poutsma (NED)  | 22e          |
| 125                   | Elmar Reinders (NED)  | 29e          |
| 126                   | Rens te Stroet (NED)  | AB           |
| 127                   | Joey van Rhee (NED)   | 20e          |
| 128                   | Jeff Vermeulen (NED)  | 78e          |
| Directeur sportif : ? |                       |              |

| Join-S-De Rijke RIJ   | Join-S-De Rijke RIJ      | Join-S-De Rijke RIJ |
| --------------------- | ------------------------ | ------------------- |
| Num                   | Coureur                  | Pos                 |
| 131                   | Jetse Bol (NED)          | 23e                 |
| 132                   | Ike Groen (NED)          | 97e                 |
| 133                   | Kobus Hereijgers (NED)   | 79e                 |
| 134                   | Daan Meijers (NED)       | 108e                |
| 135                   | Wouter Mol (NED)         | 31e                 |
| 136                   | Taco van der Hoorn (NED) | 19e                 |
| 137                   | Robbert de Greef (NED)   | 80e                 |
| 138                   | Coen Vermeltfoort (NED)  | 15e                 |
| Directeur sportif : ? |                          |                     |

| Leopard Development LDT | Leopard Development LDT | Leopard Development LDT |
| ----------------------- | ----------------------- | ----------------------- |
| Num                     | Coureur                 | Pos                     |
| 141                     | Jan Dieteren (GER)      | 68e                     |
| 142                     | Kevin Feiereisen (LUX)  | AB                      |
| 143                     | Marco König (GER)       | AB                      |
| 144                     | Alexander Krieger (GER) | 40e                     |
| 145                     | Viktor Manakov (RUS)    | NP                      |
| 146                     | Matthias Plarre (GER)   | 56e                     |
| 147                     | Pit Schlechter (LUX)    | 88e                     |
| 148                     | Luc Turchi (LUX)        | AB                      |
| Directeur sportif : ?   |                         |                         |

| Metec-TKH-Mantel MET  | Metec-TKH-Mantel MET     | Metec-TKH-Mantel MET |
| --------------------- | ------------------------ | -------------------- |
| Num                   | Coureur                  | Pos                  |
| 151                   | Johim Ariesen (NED)      | 10e                  |
| 152                   | Tijmen Eising (NED)      | 82e                  |
| 153                   | Jarno Gmelich (NED)      | 113e                 |
| 154                   | Niels Goeree (NED)       | NP                   |
| 155                   | Jasper Hamelink (NED)    | 112e                 |
| 156                   | Sjoerd Kouwenhoven (NED) | 24e                  |
| 157                   | Oscar Riesebeek (NED)    | 60e                  |
| 158                   | Remco te Brake (NED)     | 50e                  |
| Directeur sportif : ? |                          |                      |

| Parkhotel Valkenburg PVC | Parkhotel Valkenburg PVC | Parkhotel Valkenburg PVC |
| ------------------------ | ------------------------ | ------------------------ |
| Num                      | Coureur                  | Pos                      |
| 161                      | Dennis Bakker (NED)      | 84e                      |
| 162                      | Joris Blokker (NED)      | 102e                     |
| 163                      | Melvin Boskamp (NED)     | 41e                      |
| 164                      | Jaap Kooijman (NED)      | AB                       |
| 165                      | Jasper Ockeloen (NED)    | 101e                     |
| 166                      | Bob Schoonbroodt (NED)   | 109e                     |
| 167                      | Bart van Haaren (NED)    | 90e                      |
| 168                      | Marco Zanotti (ITA)      | 51e                      |
| Directeur sportif : ?    |                          |                          |

| SEG Racing SEG        | SEG Racing SEG            | SEG Racing SEG |
| --------------------- | ------------------------- | -------------- |
| Num                   | Coureur                   | Pos            |
| 171                   | Jenthe Biermans (BEL)     | 73e            |
| 172                   | Jonas Bokeloh (GER)       | AB             |
| 173                   | Fabio Jakobsen (NED)      | 62e            |
| 174                   | Jasper Bovenhuis (NED)    | 8e             |
| 175                   | Julius van den Berg (NED) | 59e            |
| 176                   | Yoeri Havik (NED)         | 39e            |
| 177                   | Robert-Jon McCarthy (AUS) | 67e            |
| 178                   | Ricardo van Dongen (NED)  | 63e            |
| Directeur sportif : ? |                           |                |

| ColoQuick TCQ         | ColoQuick TCQ                | ColoQuick TCQ |
| --------------------- | ---------------------------- | ------------- |
| Num                   | Coureur                      | Pos           |
| 181                   | Mads Corell (DEN)            | AB            |
| 182                   | Christian Jørgensen (DEN)    | 95e           |
| 183                   | Alexander Kamp (DEN)         | 6e            |
| 184                   | Jacob Gye Madsen (DEN)       | AB            |
| 185                   | Rolf Nyborg Broge (DEN)      | 45e           |
| 186                   | Jesper Odgaard Nielsen (DEN) | 37e           |
| 187                   | Mads Würtz Schmidt (DEN)     | AB            |
| 188                   | Jimmi Sørensen (DEN)         | 111e          |
| Directeur sportif : ? |                              |               |

| Coop-Øster Hus COH    | Coop-Øster Hus COH                    | Coop-Øster Hus COH |
| --------------------- | ------------------------------------- | ------------------ |
| Num                   | Coureur                               | Pos                |
| 191                   | Håkon Frengstad Berger (NOR)          | AB                 |
| 192                   | Håvard Blikra (NOR)                   | 69e                |
| 193                   | Magnus Børresen (NOR)                 | NP                 |
| 194                   | Kristian Dyrnes (NOR)                 | NP                 |
| 195                   | Fredrik Strand Galta (NOR)            | 26e                |
| 196                   | August Jensen (NOR)                   | 61e                |
| 197                   | Tormod Hausken Jacobsen (NOR) (Route) | 115e               |
| 198                   | Oscar Landa (NOR)                     | 65e                |
| Directeur sportif : ? |                                       |                    |

| Tre Berg-Bianchi TTB  | Tre Berg-Bianchi TTB       | Tre Berg-Bianchi TTB |
| --------------------- | -------------------------- | -------------------- |
| Num                   | Coureur                    | Pos                  |
| 201                   | Sebastian Balck (SWE)      | AB                   |
| 202                   | Lucas Eriksson (SWE)       | 81e                  |
| 203                   | Marcus Fåglum (SWE)        | 16e                  |
| 204                   | Alexander Gingsjö (SWE)    | 42e                  |
| 205                   | Niklas Gustavsson (SWE)    | AB                   |
| 206                   | Gustav Höög (SWE)          | 43e                  |
| 207                   | Kim Magnusson (SWE)        | 74e                  |
| 208                   | Alexander Wetterhall (SWE) | 57e                  |
| Directeur sportif : ? |                            |                      |

| Riwal Platform RIW    | Riwal Platform RIW          | Riwal Platform RIW |
| --------------------- | --------------------------- | ------------------ |
| Num                   | Coureur                     | Pos                |
| 211                   | Nikola Aistrup (DEN)        | AB                 |
| 212                   | Emil Bækhøj Halvorsen (DEN) | AB                 |
| 213                   | Nicolai Brøchner (DEN)      | 25e                |
| 214                   | Mads Christensen (DEN)      | AB                 |
| 215                   | Martin Herbæk Grøn (DEN)    | AB                 |
| 216                   | Kaspar Schjønnemann (DEN)   | AB                 |
| 217                   | Rasmus Mygind (DEN)         | 106e               |
| 218                   | Casper von Folsach (DEN)    | AB                 |
| Directeur sportif : ? |                             |                    |

| Southeast STH         | Southeast STH           | Southeast STH |
| --------------------- | ----------------------- | ------------- |
| Num                   | Coureur                 | Pos           |
| 221                   | Manuel Belletti (ITA)   | 1er           |
| 222                   | Giorgio Cecchinel (ITA) | AB            |
| 223                   | Elia Favilli (ITA)      | AB            |
| 224                   | Mauro Finetto (ITA)     | 27e           |
| 225                   | Giuseppe Fonzi (ITA)    | 92e           |
| 226                   | Francesco Gavazzi (ITA) | 55e           |
| 227                   | Simone Ponzi (ITA)      | 18e           |
| 228                   | Eugert Zhupa (ALB)      | 12e           |
| Directeur sportif : ? |                         |               |